# Masahiro Teshima
Masahiro Teshima (jap. 手嶋 政廣 Teshima Masahiro; * 1958 in Tottori) ist ein japanischer Astroteilchenphysiker.
Teshima studierte an der Universität Kyōto mit der Promotion 1986. Ab 1989 war er Assistenzprofessor und später Professor an der Universität Tokio. 1998 bis 2002 war er dort Direktor des Akeno-Observatoriums (Institute for Cosmic Ray Research, ICRR). 2003 wurde er Direktor am Max-Planck-Institut für Physik in München.
1992 bis 1998 war er Gastwissenschaftler an der University of Utah. 1993 erhielt er den Shakti-P.-Duggal-Preis.
Er befasst sich mit Hochenergieprozessen bei Supernovae und in der Umgebung Schwarzer Löcher.  Er war an der Beobachtung von Gammastrahlenblitzen mit dem MAGIC-Teleskop und ist an der Entwicklung des Cherenkov Telescope Array (CTA) beteiligt. Er leitet das CRESST-Experiment zum Nachweis Dunkler Materie im Gran Sasso.

## Schriften (Auswahl)
- mit J. Albert i Fort u. a.: Physics and astrophysics with a ground-based gamma-ray telescope of low energy threshold, Astropart. Phys., Band 23, 2005, S. 493–509 doi:10.1016/j.astropartphys.2005.03.005
- mit H. Bartko u. a.: Tests of a prototype multiplexed fiber-optic ultra-fast FADC data acquisition system for the MAGIC telescope, Nucl. Inst. Meth. A, Band 548, 2005, S. 464–486 doi:10.1016/j.nima.2005.05.029
- mit T. Yamamoto u. a.: Signatures of ultra-high energy cosmic ray composition from propagation of nuclei in intergalactic photon fields, Astropart. Phys., Band 20, 2004, S. 405–412 doi:10.1016/j.astropartphys.2003.08.001
- mit M. Takeda u. a. (AGASA Collab.): Energy determination in the Akeno Giant Air Shower Array experiment, Astropart. Phys., Band 19, 2003, S. 447–462 doi:10.1016/S0927-6505(02)00243-8
- The highest energy cosmic rays, Prog. Theor. Phys. Suppl., Band 143, 2001, S. 114–124 doi:10.1143/PTPS.143.114